# 亚洲公路41号线

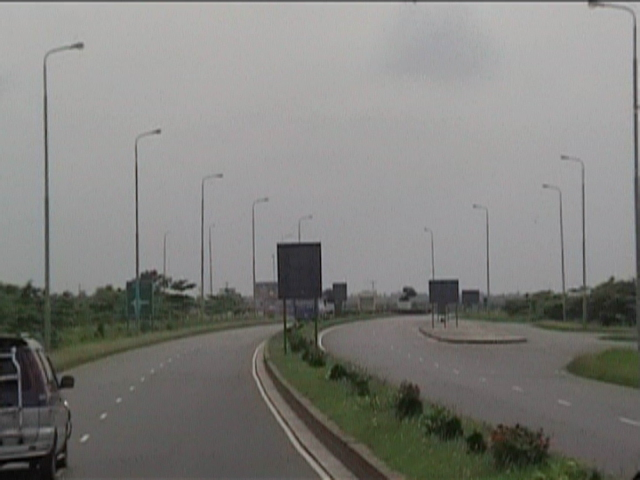
位于孟加拉国贾木纳河邦格班杜桥附近的亚洲公路2号线和亚洲公路41号线

亚洲公路41号线（英語：Asian Highway 41），编号为，是亚洲公路网系統中的一条全线均位于孟加拉国的道路。其全长约948（589英里），部分路段与亚洲公路1号线和亚洲公路2号线共线，在地图上呈“倒U型”。起点位于孟加拉国吉大港专区代格纳夫，途经达卡等地，跨越贾木纳河，终点位于孟加拉国库尔纳专区勐腊。连接了孟加拉国两个最繁忙的海港吉大港港和勐腊港。

## 主经道路及城市

### 孟加拉国
- N1 国道1号（英语：N1 (Bangladesh)）：代格纳夫（英语：Teknaf Upazila） - 科克斯巴扎尔 - 吉大港 - 费尼 - 库米拉市 - 达卡
- N3 国道3号（英语：N3 (Bangladesh)）：达卡
- N4 国道4号（英语：N4 (Bangladesh)）：达卡 - 坦盖尔 - 埃伦加（英语：Elenga）
- N405 国道405号：埃伦加 - 哈提库姆鲁尔
- N507 国道507号：哈提库姆鲁尔 - 本帕拉（英语：Bonpara）
- N6 国道6号（英语：N6 (Bangladesh)）：本帕拉 - 答苏利亚
- N704 国道704号：答苏利亚 - 库什蒂亚 - 杰奈答萨达尔（英语：Jhenaidah Sadar Upazila）
- N7 国道7号（英语：N7 (Bangladesh)）：杰奈答萨达尔 - 杰索尔 - 库尔纳 - 勐腊（英语：Mongla Upazila）